# 泰勒-弗朗西斯

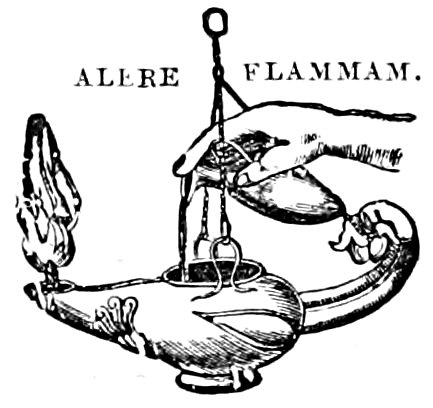
1900年的商标

泰勒-弗朗西斯出版集团（Taylor & Francis Group）是一家英国出版社，出版书籍和学术期刊。它是Informa的子公司。作为Informa的学术出版部门，2017年其调整后利润占集团收入的38.1%。
泰勒-弗朗西斯是“四大” STEM出版商（另外三个是RELX集團、Wiley-Blackwell、 施普林格科学+商业媒体）中最小的，但Routledge仍是人文和社会科学领域最大的全球学术出版商。公司每年出版超过2,700种期刊和约7,000本新书。它在人文、社会科学、行为科学、法律和教育领域的出版中使用Routledge商标，在科学、技术、工程和数学领域的出版中使用CRC Press商标。2017年，T&F 将旗下的Garland Science出售给W·W·诺顿公司。
它是多个专业出版机构的成员，包括开放存取学术出版社协会、國際科學技術與醫學出版商協會和出版商协会等。

## 历史
1852年公司，威廉·弗朗西斯加入理查德·泰勒的出版生意，后者的公司成立于1798年。弗朗西斯的儿子理查德·汤顿·弗朗西斯（Richard Taunton Francis，1883-1930）在1917年到1930年是公司的唯一合伙人。
1990年，公司退出印刷行业，只做出版生意。1998年，它在伦敦证券交易所上市，同年以9000万英镑收购了其学术出版领域的竞争对手Routledge 。2004年，它与Informa合并，T&F Informa成立，后来名称又改回Informa。合并后，T&F关闭了伦敦的Routledge办公处，并搬到了位于牛津郡米尔顿公园的现总部。
2017年，T&F收购数字资源公司Colwiz。2020年1月，T&F收购开放研究出版平台F1000。

## 争议

### 期刊抗议
2013年， Routledge旗下的《图书馆管理期刊》（Journal of Library Administration）的整个编委会因出版商对作者权益的限制而辞职。 

### 学术诚信
2016年， 《毒理学评论》（Critical Reviews in Toxicology）被公共诚信中心指控为“垃圾科学经纪人”。孟山都被发现与一家外部咨询公司合作，以诱使该杂志发表对其产品“农达”有利的评论。
2017年，泰勒-弗朗西斯因罢免《国际职业与环境卫生期刊》（International Journal of Occupational and Environmental Health）的主编而受到强烈批评。这名主编录用过批评企业利益的文章，而公司在没有咨询编委会的情况下，直接用企业顾问代替了编辑。
2017年，《清晰社会科学》（Cogent Social Sciences）接受了一篇恶作剧文章《作为社会结构的概念阴茎》（The conceptual penis as a social construct），而该文章已被另一家泰勒-弗朗西斯旗下期刊《诺玛》（Norma: International Journal for Masculinity Studies）拒绝，但又推荐给《清晰社会科学》，当作者宣布这篇文章是一个恶作剧后，出版社将其撤回。
2018年12月，《动力系统》（Dynamical Systems）期刊接受了一篇伊朗科学家的论文，但发表后被撤回。歐洲數學學會谴责这一操作，后来宣布泰勒-弗朗西斯同意撤销该决定。而在这之前的2013年也有改出版社歧视伊朗作者的先例。
2022年，泰勒-弗朗西斯因为旗下一些生物医学期刊提供加速出版服务引起争议。在这些期刊，科学家只需支付7,000 美元就可以加快同行评审过程，并在短短三周内发表论文。
2020年，《期刊引证报告》指出泰勒-弗朗西斯旗下有6家期刊的2019年自引率存在异常。